# パウロ・ヴィクトル・ダ・シウヴァ
パウリーニョ（Paulinho）ことパウロ・ヴィクトル・ダ・シウヴァ（ポルトガル語: Paulo Victor da Silva、1995年1月3日 - ）は、ブラジルのサッカー選手。ポジションはDF。

## クラブ歴
ECサント・アンドレの下部組織出身で2014年にトップチームに昇格した。その後、サントスFC、ボアEC、ECサンベントに期限付き移籍した。
2018年8月3日に3年契約でECバイーアに完全移籍した。同月6日に移籍後初出場を記録した。
2019年7月1日にFCミッティランに5年契約で完全移籍した。同月12日のデンマーク・スーペルリーガ第1節で移籍後初出場を記録した。2020年8月26日にはUEFAチャンピオンズリーグ 2020-21 予選で出場し、UEFA主催試合初出場を記録した。UEFAヨーロッパリーグ 2021-22では全試合にスターティングメンバーとして出場した。